# Toropălești
Toropălești – wieś w Rumunii, w okręgu Buzău, w gminie Buda. W 2011 roku liczyła 500 mieszkańców.